# Olle Lidbom
Olle Lidbom, född 1975, är en svensk skribent och medieanalytiker. Han är sedan 2015 kommunikationschef på Norstedts Förlagsgrupp och driver Mediepodden tillsammans med Emanuel Karlsten. Han startade 2004 mediebloggen Vassa Eggen. Lidbom är aktiv i olika styrelser inom medie- och förlagsbranschen, som Stiftelsen Affärsvärlden och Svenska Förläggareföreningen.
Lidbom gav 2024 ut en bok som granskade Stockholm Stads it-projekt Skolplattformen.